# Karl Härter
Karl Härter (* 18. Dezember 1956 in Bensheim an der Bergstraße) ist ein deutscher Rechtshistoriker. Er war Leiter einer Forschungsgruppe am Max-Planck-Institut für europäische Rechtsgeschichte und außerplanmäßiger Professor für Neuere und Neuste Geschichte am Fachbereich 2, Institut für Geschichte der Technischen Hochschule Darmstadt.

## Leben und Wirken
Härter studierte Geschichte, Politik, Soziologie und Rechtswissenschaft an den Universitäten Darmstadt und Frankfurt am Main und legte 1984 bzw. 1986 das Erste und Zweite Staatsexamen für das Lehramt an Gymnasien (Fächer Geschichte und Politik) ab. Von 1987 bis 1990 war er wissenschaftlicher Mitarbeiter und Doktorand am Institut für Europäische Geschichte Mainz und promovierte 1991 bei Karl Otmar von Aretin an der Technischen Universität Darmstadt mit einer Arbeit über den Immerwährenden Reichstag im Zeitalter der Französischen Revolution. Seit 1992 war er wissenschaftlicher Mitarbeiter am Max-Planck-Institut für europäische Rechtsgeschichte bzw. für Rechtsgeschichte und Rechtstheorie in Frankfurt am Main, seit 2005 Leiter einer Forschungsgruppe und ist nach dem Eintritt in den Ruhestand seit November 2022 Assoziierter Wissenschaftler. 2002 wurde für die Fächer Neuere und Neueste Geschichte an der TU Darmstadt habilitiert, wo er als Privatdozent und seit 2007 als außerplanmäßigen Professor lehrt. Von 2002 bis 2004 vertrat er den Lehrstuhl für Geschichte der Frühen Neuzeit (Johannes Kunisch) an der Universität zu Köln.
Härters Hauptarbeitsgebiete sind die Rechts-, Politik- und Verfassungsgeschichte der Neuzeit; Schwerpunkte bilden Strafrechtsgeschichte und historische Kriminalitätsforschung, Policey/Polizei, Gesetzgebung und Verwaltung des vormodernen Staates sowie Politik und Verfassung des Alten Reiches. Forschungsprojekte beschäftigen sich mit der Geschichte der Sicherheit und politischen Kriminalität, transnationalen Strafrechtsregimen und jüdischer Rechtsgeschichte seit dem späten Mittelalter. Daneben gilt der Geschichte Südhessens ein besonderes Interesse.
Härter ist unter anderem Mitglied des European Science Foundation College of Expert Reviewers, der Hessischen Historischen Kommission Darmstadt, der Vereinigung für Verfassungsgeschichte, im International Advisory Board der Zeitschrift Beiträge zur Rechtsgeschichte Österreichs – BRGÖ, im Consiglio scientifico der Zeitschrift Quaderno di storia del penale e della giustizia und im Advisory Board der Transnational Criminal Law Review. Außerdem engagiert er sich ehrenamtlich als Vorsitzender des Heppenheimer Geschichtsvereins und in der Stiftung UNESCO-Weltkulturerbe Kloster Lorsch.

## Schriften (Auswahl)
- mit Tina Hannappel and Jean Conrad Tyrichter (eds.): The Transnationalisation of Criminal Law in the Nineteenth and Twentieth Century. Political Crime, Police Cooperation, Security Regimes and Normative Orders. Frankfurt am Main: Klostermann 2019.
- Strafrechts- und Kriminalitätsgeschichte der Frühen Neuzeit, Berlin/Boston: De Gruyter Oldenbourg 2018, ISBN 978-3-11-037979-2.
- mit Angela De Benedictis (Hrsg.) unter redaktioneller Mitarbeit von Tina Hannappel und Thomas Walter: Revolten und politische Verbrechen zwischen dem 12. und 19. Jahrhundert. Rechtliche Reaktionen und juristisch-politische Diskurse / Revolts and Political Crime from the 12th to the 19th Century. Legal Responses and Juridical-Political Discourses (= Studien zur europäischen Rechtsgeschichte, 285), Frankfurt am Main: Klostermann 2013.
- mit Beatrice de Graaf (Hrsg.) in Zusammenarbeit mit Gerhard Sälter und Eva Wiebel: Vom Majestätsverbrechen zum Terrorismus. Politische Kriminalität, Recht, Justiz und Polizei zwischen Früher Neuzeit und 20. Jahrhundert (= Studien zur Studien zur europäischen Rechtsgeschichte, 268), Frankfurt am Main: Klostermann 2012.
- mit Cecilia Nubola (Hrsg.): Grazia e giustizia. Figure della clemenza fra tardo medioevo ed età contemporanea, Bologna: il Mulino 2011.
- Policey und Strafjustiz in Kurmainz. Gesetzgebung, Normdurchsetzung und Sozialkontrolle im frühneuzeitlichen Territorialstaat (= Studien zur Europäischen Rechtsgeschichte, 190), Frankfurt am Main: Klostermann 2005.
- mit Michael Stolleis (Hrsg.): Repertorium der Policeyordnungen der Frühen Neuzeit, Band 1–11, Frankfurt am Main: Klostermann 1996–2017.
- Reichstag und Revolution 1789–1806. Die Auseinandersetzung des Immerwährenden Reichstags zu Regensburg mit den Auswirkungen der Französischen Revolution auf das Alte Reich (= Schriftenreihe der Historischen Kommission bei der Bayerischen Akademie der Wissenschaften, 46), Göttingen: Vandenhoeck & Ruprecht 1992.